# Ането
Ането је највиша планина на Пиринејима, и у Арагону, и трећа по висини планина у Шпанији. Планина има висину од чак 3.404 m. Налази се у шпанској провинцији Уеска, најсевернијој од три арагонске провинције, 6 km јужно од границе између Француске и Шпаније. Она чини најјужнији део масива Маладета. Такође се и налази у парку природе Посетс-Маладета, у општини Бенаске.

## Географија
Ането се уздиже на 3.404 m надморске висине у центру планинског ланца Пиринеја. Лежи у потпуности у Шпанији, јужно од главног гребена Пиринеја и границе између Француске и Шпаније. Врх се налази на североистоку провинције Уеска изнад града Бенаске.
Ането заузима источни крај масива Малдитос који се првенствено састоји од гребена дугог 6 km, који се протеже од северозапада ка југоистоку на преко 3000 m. Гребен повезује Ането ка истоку са видљивијим врхом Маладета, даље на западу, и обухвата врхове Коронас и Пико Малдито.

### Глечер
Ането још увијек има највећи глечер у Шпанији, који има површину од 163 хектара, али се због глобалног загревања све више смањује, па се претпоставља да ће се крајем 21. века потпуно истопити. Још 1894. на крају Малог леденог доба имао је 692 хектара.

## Историја
На око 2 км даље на његовом северозападном ободу налази се врх Маладета који је, иако није међу пет највиших врхова у окружењу, дао име целом масиву. Касније је изазвала највеће интересовање пењача, посебно почетком 18. века. Углавном се радило о перспективи, будући да је од природног улаза у долину или од доласка из Француске њен врх у првом плану, док гребен скрива прави обим источног суседа, вишег и са већим глечерима. Тек када је Фридрик вон Парот стигао до врха Маладете 1817. године, дошло је до сазнања да су и Ането, као и његови суседи Пицо дел Медио, Пунта де Асторг, Пицо Малдито и ла Агуја Сцмидт Ендел, били виши. До тада је Монте Пердидо сматран највишим. Међутим, откривање највише тачке Пиринеја једва да је било постигнуто када је планина почела да зарађује репутацију, јер је неколико глацијалних катастрофа, од којих су неке биле и фаталне, распршило интересовање за њено крунисање - посебно смрћу Лушона Барауа, који се сматрао деканом и водећи стручњак у овој области. Пао је у пукотину леда на Маладети. Ово је изазвало шок међу домороцима, који су се већ плашили да изађу на глечер, постали су истински уплашени планине коју су сматрали проклетом. Први пут се попео 1842. године рус Чихачов..

## Флора
Јединственост масива и његова привлачност довели су до практичног напуштања пољопривредних активности, замењених туризмом. Флора животне средине је, дакле, беспрекорно очувана, посебно на обронцима и масивима, где шуме остају у свом примарном стању.
Оштри временски услови које биљке морају да издрже на врховима врхова, гребена и гребена захтевају развој изузетне отпорности. Постоји низ фактора које треба издржати, као што су јака инсолација, ниске температуре и кратке сезоне раста у присуству снега током већег дела године.

## Назив
Анетово француско име, Pic de Néthou, није више у употреби јер се планина у потпуности налази у Шпанији.